# メイク・ア・ウィッシュ
メイク・ア・ウィッシュ（Make-A-Wish Foundation）は、1980年にアメリカ合衆国のアリゾナ州で始まった、世界最大の「願いをかなえる(wish granting)」ボランティア団体で、その目的は「難病と闘うこどもが持つ夢の実現の手伝いをすること」である。
日本では、メイク・ア・ウィッシュ オブ ジャパンが支部として活動している。
日本における活動のごく初期、ある少女の夢を叶える為に、数人の社員が手伝ったことをきっかけに、各拠点や役員人事等、運営の多くの面においてプルデンシャル生命保険が深くかかわっている。

## 概略
1980年、アメリカ・アリゾナ州のクリス・グレシャスという7歳の少年は白血病と闘っていたが、彼には「白バイ警官になりたい」という願いがあった。そのことを聞いた警察官たちは彼のために新品の制服装備一式を用意した。名誉警察官に任命された彼は、ミニバイクをプレゼントされ、実際に取り締まりやパトロールをすることができた。その夢がかなった日から5日後にクリスは亡くなったが、警察は殉職警官と同様の葬儀と栄誉礼で彼を送った。この模様が全米のテレビで放映されたことで反響を呼び、この直後、クリスの親と関係者により夢を叶えたい難病児を支援するべく「メイク・ア・ウィッシュ基金」が設立された。アリゾナ州から始まり、全米の殆どの州に支部を持ち、日本では1992年に支部が開設され、2022年時点で全世界39か国（カナダ、イギリス、オーストラリア、ニュージーランド、オランダ、ベルギー、アイルランド、チリ、台湾、韓国他）に拠点を置き活動している。インターナショナルの本部はアリゾナ州のフェニックス市。
いかなる政治的宗教的団体にも属さない非営利団体である。
「メイク・ア・ウィッシュ」は、「願い事をする」という意味で、「有名な歌手に会いたい」「メジャーリーグの試合を見たい」「スター俳優に会いたい」「ディズニーワールドに行きたい」等といった願いを数多くの子どもたちにかなえてきた。現在までに15万人以上の子供の夢に関わってきたと言われる。
他に実現の手伝いをしてきた夢は、海にいる本物のイルカと一緒に泳いで遊びたい、自分の絵本を出版したい、江ノ電の運転手になりたい、白砂の上で遠山の金さんにお裁きを受けたい、ガン細胞を倒すテーマのテレビゲームを制作したい、本物のF1に乗りたい、本物のジャンボ機（ボーイング747）のコックピットに乗りたい、などがある。
X JAPANのHIDEのファンである難病の少女、貴志真由子が実際にHIDEと会い、手紙のやり取りをしたり、HIDEが見舞いに訪れるという交流を持つようになって励まされた、という話も、メイク・ア・ウィッシュを通じて実現したものである。
夢の実現にあたっては、あくまでも本人が主役であり、同団体はそのサポートをする。
この団体の活動には、本人が夢の実現に向かっていこうとすることで病気と闘う勇気や生きようとする力を得てほしい、という願いがこめられている。

## Chris Greicius Celebrity Awards
基金を運営しているメイク・ア・ウィッシュ財団は、最も情熱的で献身的なボランティア活動をしている有名人（2000年からはテレビ番組、2001年からは団体も）を、クリスの名を因んだChris Greiciusセレブリティ賞として、1990年から各年ごと表彰している。受賞者は次の通りである。
- 1990年： スコット・ハミルトン
- 1991年： ドン・マカウスキ、ジェシー・ベンチュラ
- 1992年： ウィラード・スコット
- 1993年： ビリー・レイ・サイラス
- 1994年： ケン・グリフィー・ジュニア、ハルク・ホーガン
- 1995年： リチャード・ディーン・アンダーソン
- 1996年： カール・マローン
- 1997年： ケビン・シャープ
- 1998年： ジョン・トラボルタ
- 1999年： デビッド・ハッセルホフ、ジェフリー・ボーディン、スティーブ・バーンズ、クリスティ山口、バックストリート・ボーイズ
- 2000年： マライア・キャリー、ビル・クリントン、『ドーソンズ・クリーク』、マイケル・J・フォックス、ザ・ロック、チャック・ノリス
- 2001年： ボブ・コスタス、ポール・ウォーカー、シェール、『ウェスト・ウィング』、ナショナルホッケーリーグ、ジェフ・ゴードン
- 2002年： マーク・ウォールバーグ、トニー・ホーク、メジャーリーグ・ベースボール、イン・シンク、エメリル・ラガースィ、マイケル・レビット
- 2003年： アダム・サンドラー、カート・ワーナー、デイヴ・ブルーベック、ナショナルフットボールリーグ、エリン・ドーガン（ソニー・スタジオ/コロンビア・ピクチャーズ）、ダグ・フランク（ワーナー・ブラザース・スタジオ）
- 2004年： ガース・ブルックス、『チャームド』、ワールド・レスリング・エンターテイメント株式会社のキャスト
- 2005年： クレイ・エイケン、『アメリカン・チョッパー』、ジョニー・デップ、全米プロバスケットボール協会、ウィル・スミス、キース・アーバン
- 2006年： ジェローム・ベティス、グッド・シャーロット、ナイジェル・バーカー、メジャーリーグ・サッカー、アメリカ合衆国サッカー連盟、スー・エィチスン（ワールド・レスリング・エンターテイメント）、Cheryl Kisob（ディズニーワールド・アウトリーチ）、トニー・スティーブンス（クリーデンス・アーティスト・ネットワーク）
- 2007年： 『ロー＆オーダー： 性犯罪特捜班』、マイ・ケミカル・ロマンス、クリス・エンジェル、ブレット・ファーブ、ESPN、メアリー・アリス・スティーブンソン、イアン・ブライス（映画プロデューサー）、サンディ・マーシャル（全米自動車競争協会財団）、オーランド・ブルーム
- 2008年： ジョージ・ロペス、『ディール・オア・ノー・ディール』、ラスカル・フラッツ、ドナルド・トランプ、ダーク・ノヴィツキー、パレス・スポーツ＆エンターテイメント社（NBA デトロイト・ピストンズ）、ハウィー・シュワブ（ESPN）、ディーン・カーツ（インターナショナル・スピードウェイ・コーポレーション）、Lori Rischer（FIRM）、ケニー・オルテガ（ディズニー・ハイスクール・ミュージカル・ディレクター、振付家、プロデューサー）、スプーキー・スティーブンス（Unit Publicist）
- 2009年： ジョン・シナ、『チャーム・シティ・ケーキ』、デイブ・マシューズ・バンド、フィラデルフィア・フィリーズ、ガーデン・オブ・ドリーム財団（ニューヨーク）